# Presa de Tucuruí
La presa de Tucuruí (guaraní, Tucuruí, portugués, Tucuruí) es una presa hidroeléctrica en el río Tocantins ubicada en el condado de Tucuruí en Brasil. Su nombre en portugués es Usina Hidrelétrica de Tucuruí ("Empresa Hidroeléctrica de Tucurí"). El nombre "Tucuruí" proviene de la pequeña ciudad que existía cerca del lugar de la construcción; hay ahora una ciudad con el mismo nombre justo corriente abajo de la presa. La capacidad de generación instalada en la planta es de 8.370 MW, con 24 unidades generadoras, lo que significa la mayor central hidroeléctrica por potencia de origen únicamente brasileño. Tiene 11 kilómetros de largo y alcanza una altura de 78 metros. Se encuentra a 400 km de Belém, en el estado de Pará, municipio de Tucurí. Fue construida para la generación de energía eléctrica y para posibilitar la navegación de un tramo del río Tocantins mediante la creación de una esclusa. La presa aparece en la película del año 1985 titulada La selva esmeralda.

## Historia
Alrededor de 1957 comenzaron los primeros estudios, realizados por equipos de ingenieros brasileños, para construir la hidroeléctrica y así aprovechar el potencial del río Tocantins. Esos estudios iniciales continuaron durante la década de los sesenta, pero los trabajos de construcción no comenzaron hasta la década siguiente.
Fue planificada según las estrategias establecidas por la política del Gobierno Federal para el desarrollo de la Región Norte, concebidas en los años 1960 en aras de un mayor crecimiento económico local. Su objetivo fue el de atender el mercado de energía eléctrica, polarizado por Belém y las elevadas cargas que serían instaladas como resultado de la implantación de actividades electrointensivas, teniendo como base el complejo alumínico (alúmina). En esta línea, el presidente Dutra (Maranhão) y Buena Esperanza (Piauí) promovieron la unión con la Región Nordeste.
La construcción de la Villa Permanente para albergar a los operarios, ingenieros y demás funcionarios de la obra, fue ejecutada junto con un moderno aeropuerto, un puerto fluvial y un gran hospital público. Las villas de Eletronorte, verdaderos condominios, son de excelente calidad y están situados en medio de la selva amazónica, disponiendo de tratamiento de aguas y residuos, calles pavimentadas, supermercados y escuelas de diversos niveles -inclusive escuelas técnicas.
Tanto el proyecto civil como la construcción fueron totalmente realizados por firmas brasileñas.
En 1970, el consorcio formado por las compañías brasileñas ENGEVIX y THEMAG ganaron la competición internacional para la realización de los estudios de viabilidad y para la elaboración del proyecto de construcción. 
El aliviadero de Tucuruí fue el más grande del mundo con 120.000m³/s de capacidad de descarga, hasta que fue superado en el año 2008 por el de 120.600m³/s capacidad máxima de descarga del complejo de las Tres Gargantas en China. Los estudios hidráulicos a escala reducida fueron realizados en el Río de Janeiro en el Laboratório de Hidráulica Saturnino de Brito, dirigidos por los ingenieros André Balança y Jorge Ríos. Algunos trabajos técnicos importantes sobre esos estudios y sobre ese proyecto fueron publicados, por ellos y por otros autores en el ICOLD - Comitê Internacional de Grandes Barragens y aun en el Comitê Brasilero de Grandes Barragens (CBGB).
Los estudios hidráulicos y el proyecto de las turbinas fueron realizados en Francia por el laboratorio de la NEYRTEC en la ciudad de Grenoble. Seis turbinas fueron construidas en el Brasil y las otras seis en Francia.

## Construcción
Las obras de construcción se iniciaron en 1976. La obra principal, siendo una represa de tierra, quebró todos los récords mundiales de terraplenaje. Se pueden destacar las obras de la casa de fuerza, del vertedero (el mayor del mundo), de la esclusa y de la gran línea de transmisión que une Tucurí a la central hidroeléctrica de Sobradinho en el Nordeste del Brasil, vía Buena Esperanza.
Finalizada la primera etapa de la construcción de la hidroeléctrica, con 4000 MW en 1984, el cierre gradual de las villas temporales propiciaron una mejoría en la infraestrutura urbana de la ciudad de Tucuruí.
Se inauguró el 22 de noviembre de 1984 por el presidente Juán Batista de Oliveira Figueiredo. Con los ingresos de la producción de energía eléctrica y del área inundada por la represa, el municipio sólo obtiene menos recaudación que la capital del Estado. Gracias a ello el urbanismo de la ciudad, a partir de los años noventa, cambió radicalmente, pasando a disponer de una bellísima urbanización y a gozar de una buena infraestrutura gubernamental.
La construcción de la segunda etapa de la central elevó la capacidad final instalada para cerca de 8.000 MW, en mediados de 2010.
Es importante resaltar que la construcción de la represa interrumpió el curso de la Hidrovia Araguaia-Tocantins, un trecho vital para asegurar la producción del Centro-Oeste de Brasil. El desnivel debía ser superado gracias a las Esclusas de Tucuruí, pero su construcción, iniciada en 1981, aún está inacabada por falta de recursos. Se acredita que con la inclusión de la obra en el PAC (Programa de Aceleração de Crecimiento) su terminará en 2010, creando una alternativa para el transporte de productos hasta el puerto de Villa del Conde.

## Datos técnicos
La central es una de las mayores obras de la ingeniería mundial y es la mayor central brasileña en potencia instalada con 8000 MW, superada por Itaipú, que es binacional. Casi toda la energía eléctrica consumida en los estados de Pará, Tocantins y Marañón es generada en la hidroeléctrica de Tucuruí.
Su vertedero es el mayor del mundo con un flujo de proyecto calculado para la inundación decamilenar de 110.000 m³/s, puede, en el límite pudiendo dar pasaje a un flujo de hasta 120.000 m³/s. Este flujo sólo será igualado por el del vertedero de la Central de Tres Gargantas, en China. Tanto el proyecto civil como la construcción fueron realizados totalmente por firmas brasileñas, destacando el Consórcio Engevix-Themag y la Construtora Camargo Correia.

## Municipios
Fue cuando llegó esta obra se llevó a cabo la reforma agraria en las orillas del lago formado por la presa, donde se construyeron rutas vecinales y se asentaron miles de pequeños agricultores. La inundación de varios poblados por el embalse de la presa obligó a Eletronorte a construir dos poblados con infraestrutura urbana: Nuevo Repartimento en la porción sudoeste y Breu Blanco al este, segregados de Tucuruí en 31 de diciembre de 1992. Diversas ciudades y poblados cubiertos por la presa (Jacundá, Jatobal y otras) ya con anterioridad quedaban inundados por los desbordamientos del río Tocantins, como puede verse en la película Aguas de março, efectuado por los ingenieros Jorge Ríos y Roneí Carvalho, sobre la gran inundación de 1980, que alcanzó un caudal de 68.400 m³/s, considerada en los estudios de hidrología como un flujo de período de retorno de 100 años.